# أليستس شيل
أليستس شيل (بالاسبانية: Riofrío de Aliste) هي بلدية تقع في مقاطعة سمورة، ليون، إسبانيا. وفقا لتعداد عام 2004 ، يبلغ عدد سكان البلدية 1019 نسمة.